# Castillo Laroche
El castillo Laroche, también conocido como castillo Loveland es un pequeño castillo y museo situado en Ohio, Estados Unidos. Además de ser un castillo, también es un museo a orillas del río Little Miami en Loveland, Ohio.

## Historia
La construcción comenzó en 1929 por las tropas de Boy Scouts, Harry Andrews. Él construyó el castillo en dos parcelas libres de la tierra que sus exploradores obtuvieron mediante el pago de las suscripciones de un año para The Cincinnati Enquirer. Cuando Andrews murió en 1981, legó el castillo a su tropa de Boy Scouts de los Caballeros del Camino de Oro (KOGT). El castillo ha sido ampliamente mejorado y renovado desde la muerte de Andrés y ha sido en su mayoría completado por el KOGT. La torre oriental alberga una breve presentación en vídeo en la búsqueda de Andrews para terminar su sueño. Algunas piedras que conforman la capilla (ubicada en el segundo piso) fueron traídas por Andrews en sus viajes por el mundo. El castillo se compone de varios jardines y también contiene un invernadero. El castillo goza de una gran variedad de zonas verdes y se pueden apreciar flores de gran tamaño, árboles, arbustos, jardines, gramas, entre otros.